# Grasberg (Rhön)
Der Grasberg ist ein 478 m ü. NHN hoher Tafelberg aus Muschelkalk unmittelbar nordwestlich von Mansbach, einem Ortsteil der Gemeinde Hohenroda im Landkreis Hersfeld-Rotenburg in Hessen.

## Geographie
Er befindet sich zwischen der Landesstraße L 3173 (Mansbach—Oberbreitzbach) im Osten und der Kreisstraße K14 (Soislieden—Wehrshausen) im Westen.
Am Nordhang und bei dem Gut Grasgrube am Nordwesthang des Bergs entspringen mehrere Quellbäche des Breizbachs.

## Naturräumliche Zuordnung
Der Grasberg gehört zum Naturraum Soisberger Kuppenrhön (353.22) in der Untereinheit Kuppenrhön (353.2) der Haupteinheit Vorder- und Kuppenrhön (353), Haupteinheitengruppe Osthessisches Bergland (Nr. 35). Nachbarberge sind der Schwärzelsberg (464,6 m) im Norden, der Langeberg (460 m) im Nordnordwesten, der Soisberg (629,9 m) im Westen und der Buchenberg (396,5 m) im Südosten.

## Naturschutz
Auf dem Gras-, Schwärzels- und Langeberg und dem unteren Teil des Soisberg-Nordosthangs befinden sich Teile des 245,12 ha großen und 1995 unter Naturschutz gestellten Naturschutzgebiets Schwärzelsberg-Langeberg-Grasburg (CDDA-Nr. 165500; 1996).

## Grasburg
Im Osten des dort klippenartig abfallenden, mächtigen und mehrheitlich bewaldeten Gipfelplateaus befinden sich auf 469 m Höhe die Reste der Grasburg, einer vermutlich aus der Zeit um 800 n. Chr. stammenden Ringwallanlage. Wahrscheinlich diente sie zur Zeit der Sachseneinfälle als Aufgebots-, Ausgangs- oder Rückzugsgebiet, war jedoch nie über längere Zeit bewohnt.